# Карел Рада
Карел Рада (чеськ. Karel Rada, нар. 2 березня 1971, Карлові Вари) — чеський футболіст, що грав на позиції півзахисника.
Виступав, зокрема, за клуби «Дукла» (Прага) та «Тепліце», а також національну збірну Чехії.

## Клубна кар'єра
У дорослому футболі дебютував 1990 року виступами за команду клубу «Дукла» (Прага), в якій провів чотири сезони, взявши участь у 67 матчах чемпіонату (відзначився 6-ма голами), потім перейшов до клубу «Сігма» (Оломоуць). За Оломоуць зіграв 86 матчів у чемпіонаті та відзначився 14-ма голами. У 1997 році рада перейшов до турецького клубу «Трабзонспор», у складі якого зіграв 41 матч та відзначився 1 голом. Після одужання від травми, яку він отримав виступаючи за турецький клуб, повернувся на батьківщину, де виступав у складі празької «Славії». У складі чеської команди зіграв 56 матчів та відзначився 2-ма голами. Після цього знову виїхав за кордон — до бундеслігового «Айнтрахту», в якому зіграв 31 матч та відзначився 1 голом, проте допомогти клубу уникнути вильоту не зміг.
Провівши один сезон у Другій Бундеслізі, повернувся у Чехію, де захищав кольори «Тепліце», в складі якого зіграв 106 матчів та відзначився 6-ма голами. У 2006 році перейшов до «Богеміанс 1905», з яким вийшов у першу лігу. У складі команди зіграв 27 матчів у національному чемпіонаті. Навесні 2008 року клуб знову вилетів до другої ліги, а Карел Рада завершив кар'єру професіонального футболіста.

## Виступи за збірну
13 грудня 1995 року дебютував у складі національної збірної Чехії у переможному (2:1) товариському матчі проти Кувейту. Головний тренер Душан Угрін поставив його у стартовому складі й Карел відіграв увесь поєдинок. Після цього він став ключовим гравцем національної збірної. Протягом кар'єри у національній команді, яка тривала 7 років, провів у формі головної команди країни 43 матчі, забивши 4 голи, при чому цими голами вінвідзначився лише у товариських матчах.

### Євро 1996
У 1996 році він був гравцем чеської збірної на чемпіонату Європи 1996 року в Англії, де команда завоювала срібні медалі. На груповому етапі не виходив на поле у жодному з 3-ох матчів: з Німеччиною (поразка з рахунком 0:2), Італією (перемога з рахунком 2:1), Росія (нічия з рахунком 3:3). У чвертьфіналі проти Португалії (перемога з рахунком 1:0) також не виходив.
Перший матч на турнірі зіграв одразу у 1/2 фіналу, проти Франції, основний та додатковий час цього поєдинку завершився нульовою нічиєю, а в серії післяматчевих пенальті переможцями стали чехи.
30 червня 1996 року був у стартовому складі збірної Чехії у фінальному матчі проти Німеччини, і відіграв увесь матч. Чеська збірна не змогло повторити успіх Чехословаччини у 1976 році, і з рахунком 1:2 після додаткового часу поступилася Німеччині, через правило Золотого голу, автором якого став Олівер Біргофф.

### Євро 2000
Чеська завдяки 10-ти перемогам у кваліфікації до Євро 2000 у рейтингу ФІФА опинилася на другому місці, позаду Бразилії, але не розглядалася як фаворит турніру, тому що він опинилася в так званій «групі смерті», де мала змагатися з іменитими командами Франції та Нідерландів, а також з непередбачуваною Данією. У першому матчі 11 червня 2000 року проти Нідерландів Карела Ради зіграв увесь матч, а наприкінці його Франк де Бур впав у штрафному майданчику, після чого італійський арбітр Pierluigim Collin призначив пенальті, який голландці вдало реалізували, а матч завершився поразкою для чехів з рахунком 0:1.
У наступному матчі, 16 червня, проти Франції, Карел Рада провів на полі увесь поєдинок, а на 60ій хвилині французи відзначилися переможним голом (2:1), саме гол Юрія Джоркаєффа завадив чеській команді вийти до 1/4 фіналу турніру. Останньою, 21 червня 2000 матчу, була зустріч з Данією, двох команд які не жодного шансу вийти до наступного раунду, отод Карел Рада вийшов у стартовому складі та відіграв увесь поєдинок, а чехи здобули перемогу з рахунком 2:0.

## Статистика у збірній

### Голи за збірну
Голи Карела Ради у чеській збірній 
| Гол | Дата            | Стадіон         | Суперник | Рахунок (хв.) | Результат | Змагання           | Гол       |
| --- | --------------- | --------------- | -------- | ------------- | --------- | ------------------ | --------- |
| 1   | 26 лютого 1997  | Подєбради       | Білорусь | 02:10 (63.)   | 4:1       | товариська зустріч | гол з гри |
| 2   | 26 лютого 1997  | Подєбради       | Білорусь | 03:10 (68.)   | 4:1       | товариська зустріч | гол з гри |
| 3   | 12 березня 1997 | Базали, Острава | Польща   | 02:00 (64.)   | 2:1       | товариська зустріч | гол з гри |
| 04  | 019. 8. 1998    | Летна, Прага    | Данія    | 01:00 (8.)    | 1:0       | товариська зустріч | гол з гри |

#### Матчі Карела Ради у збірній Чехії
| Рік     | Матчі | Голи |
| ------- | ----- | ---- |
| 1995    | 1     | 0    |
| 1996    | 6     | 0    |
| 1997    | 8     | 3    |
| 1998    | 8     | 1    |
| 1999    | 7     | 0    |
| 2000    | 11    | 0    |
| 2001    | 2     | 0    |
| Загалом | 43    | 4    |

## Титули і досягнення
- Віце-чемпіон Європи: 1996